# Rhododendron robinsonii
Rhododendron robinsonii är en ljungväxtart som beskrevs av Ridley. Rhododendron robinsonii ingår i släktet rododendron, och familjen ljungväxter. Inga underarter finns listade i Catalogue of Life.